# Марко Месић (војник)
Марко Месић (Бјеловар, 30. септембар 1901 — Загреб, 9. фебруар 1982) је био артиљеријски официр, који је служио у војскама Краљевине Југославије, Независне Државе Хрватске и ФНРЈ. Био је командант домобранске 369. легионарске пуковније која је ратовала на страни Вермахта у бици за Стаљинград, од јуна 1944. године командант Прве југословенске бригаде у СССР-у, која је са јединицама Црвене армије, октобра 1944, дошла у Југославију и ушла у састав 23. српске дивизије 14. корпуса НОВЈ.

## Биографија
Рођен је 30. септембра 1901. године у Бјеловару.
Завршио је официрску школу и Војну академију у Београду и био активни артиљеријски официр Војске Краљевине Југославије. Априлски рат га затиче у Нишу, као артиљеријског пуковника на бугарској граници. Након окупације и проглашења НДХ ступио је у Хрватско домобранство.
Након немачког напада на СССР, упућен је у 369. легионарску пуковнију, која се у саставу 100. лаке немачке дивизије борила на Источном фронту. Учествовао је у бици код Стаљинграда, крајем јануара 1943. године постављен је за команданта 369. домобранске легије. Након предаје немачке 6. армије код Стаљинграда, Месић и 369. легија падају у совјетско заробљеништво.
Пошто је у НДХ сматрано да је погинуо, „посмртно“ је одликован Војничким орденом железног тролиста и немачким Железним крстом првог реда.
Јуна 1944. године постављен је за команданта Прве југословенске бригаде у СССР-у, која је са јединицама Црвене армије, октобра 1944, дошла у Југославију и ушла у састав 23. српске дивизије 14. корпуса НОВЈ.
По завршетку рата, 1945. године, пензионисан је и живео је у Загребу.
Месић је 1948. године ухапшен као информбировац. Под неразјашњени околностима је 1950. године, приликом бега, на Загребачкој железничкој станици, пао под воз који му је одсекао обе ноге.
Као тежак инвалид живео је код брата у Загребу где је и умро 9. фебруара 1982. године.